# Krista Siegfrids
Kristin "Krista" Siegfrids, finska pevka in televizijska voditeljica, * 4. december 1985, Kaskinen, Finska.

## Zgodnje življenje
Siegfrids se je rodila v švedsko govoreči manjšini v kraju Kaskinen na zahodu Finske. Njen materni jezik je švedščina, čeprav Siegfrids tekoče govori tudi finsko in angleško. Študirala je za učiteljico v Helsinkih.

## Kariera
Finsko je leta 2013 zastopala na Pesmi Evrovizije s pesmijo Marry me. Uvrstila se je v finale, kjer je zasedla 24. mesto s 13 točkami.